# 246 Asporina
246 Asporina è un asteroide della fascia principale del diametro medio di circa 60,1 km. Scoperto nel 1885, presenta un'orbita caratterizzata da un semiasse maggiore pari a 2,6952649 UA e da un'eccentricità di 0,1063067, inclinata di 15,64156° rispetto all'eclittica.
Il suo nome è dedicato ad Asporina o Adporina una dea venerata nell'Asia Minore.